# Меньшов, Дмитрий Евгеньевич
Дми́трий Евге́ньевич Меньшо́в (1892—1988) — советский математик, доктор физико-математических наук, профессор МГУ, член-корреспондент АН СССР (1953). Автор ряда фундаментальных результатов и трудов в области тригонометрических рядов.

## Биография
Дмитрий Евгеньевич Меньшов родился в 1892 году в Москве. В 1904 году он начал обучение в гимназии Лазаревского института восточных языков, в котором врачом работал его отец, Евгений Титович Меньшов (1852—1904). Под влиянием своей матери, Александры Николаевны Меньшовой (урожд. Татищевой, (15 апреля 1858—1918)) он изучал французский, немецкий, английский, латинский и армянский языки. Однако с 13 лет стал проявлять большой интерес к математике и физике. В те годы учителями математики в гимназии были В. Н. Седашев и Л. Севастьянов.
В 1911 году Меньшов окончил гимназию с золотой медалью и поступил в Московское инженерное училище, где учился, впрочем, только полгода: из-за прикладного характера обучения он покинул училище и приступил к самостоятельному изучению высшей математики. Осенью 1912 года он стал студентом физико-математического факультета Московского университета. Здесь в 1914 году стал читать лекции по теории функций действительного переменного приват-доцент Н. Н. Лузин, вернувшийся из научной командировки в Гёттинген и Париж. В студенческие годы, учась на 3-м курсе, Меньшов выполнил свою первую научную работу, в которой доказал, что введённый в 1912 году интеграл Данжуа является более общим, чем интеграл Бореля (предложенное в том же году Э. Борелем другое обобщение интеграла Лебега). Уже 14 декабря 1914 года Меньшов доложил свой результат на заседании Московского математического общества.
В эти годы началась складываться школа Н. Н. Лузина: Д. Е. Меньшов, В. С. Фёдоров, П. С. Александров, М. Я. Суслин, А. Я. Хинчин стали первыми участниками Лузитании. Н. Н. Лузина Меньшов считал одним из своих учителей; другим был Д. Ф. Егоров, под руководством которых Д. Е. Меньшов и защитил в 1916 году дипломную работу «Римановская теория тригонометрических рядов». А уже через три недели после окончания университета он построил так называемый тригонометрический нуль-ряд — тригонометрический ряд, у которого не все коэффициенты равны нулю, но который сходится к нулю везде, за исключением множества меры нуль.
Сдав в 1918 году досрочно магистерские экзамены и став приват-доцентом Московского университета, Д. Е. Меньшов по совету Д. Ф. Егорова вместе с Н. Н. Лузиным, А. Я. Хинчиным и В. С. Фёдоровым уезжает в Иваново-Вознесенск. Вскоре он переезжает в Нижний Новгород, где в должности профессора начинает преподавать в Нижегородском университете; однако в мае 1920 года его назначают на должность профессора Ивановского педагогического института. Кроме того, с января 1921 года по октябрь 1922 года он также преподавал в Ивановском политехническом институте. Осенью 1922 года Меньшов вернулся в Москву и начал преподавать в Московском университете. С октября 1922 года он также начинает преподавать в Московском лесотехническом институте (по 1925 год). В январе 1923 года Д. Е. Меньшов становится действительным членом (научным сотрудником) Института математики и механики МГУ.
В 1927 году во время научной командировки Д. Е. Меньшов докладывает результаты своих работ в Париже на заседании Французского математического общества и в том же году его избирают членом этого общества. В сентябре 1927 года он принимает участие в работе Конгресса польских математиков во Львове и вскоре становится также членом Польского математического общества.
В 1927 году Д. Е. Меньшов становится доцентом, в 1934 году — профессором Московского университета. В 1935 году Д. Е. Меньшову за заслуги в развитии теории функций без защиты диссертации присваивают учёную степень доктора физико-математических наук.
С тридцатых годов деятельность Д. Е. Меньшова сосредоточивается на механико-математическом факультете МГУ. Целые поколения московских математиков, механиков, астрономов получали своё математическое образование на лекциях Д. Е. Меньшова по основным дисциплинам — общему курсу анализа, теории комплексного переменного, интегральным уравнениям. С 1934 по 1941 годы и с 1947 года до своей кончины Д. Е. Меньшов работает также в Математическом институте им. В. А. Стеклова АН СССР и с 1929 по 1935 годы — в Московском педагогическом институте.
Летом и осенью 1941 года Д. Е. Меньшов был активным работником дружины МПВО при МГУ и был награждён медалью «За оборону Москвы».
После смерти И. И. Привалова в 1941 году Д. Е. Меньшов стал заведующим кафедрой теории функций мехмата МГУ. В 1943 году она была объединена с кафедрой функционального анализа, и Меньшов вплоть до 1979 года возглавлял единую кафедру теории функций и функционального анализа. С 23 октября 1953 года Д. Е. Меньшов — член-корреспондент Академии наук СССР по отделению физико-математических наук.
В августе 1958 года Д. Е. Меньшов выступал с докладом «О сходимости тригонометрических рядов» на Международном съезде математиков в Эдинбурге (Англия).
В 1968 году подписал «письмо 99» на имя министра здравоохранения СССР и генерального прокурора СССР в защиту насильственно помещённого в московскую психиатрическую больницу № 5 математика А. С. Есенина-Вольпина.

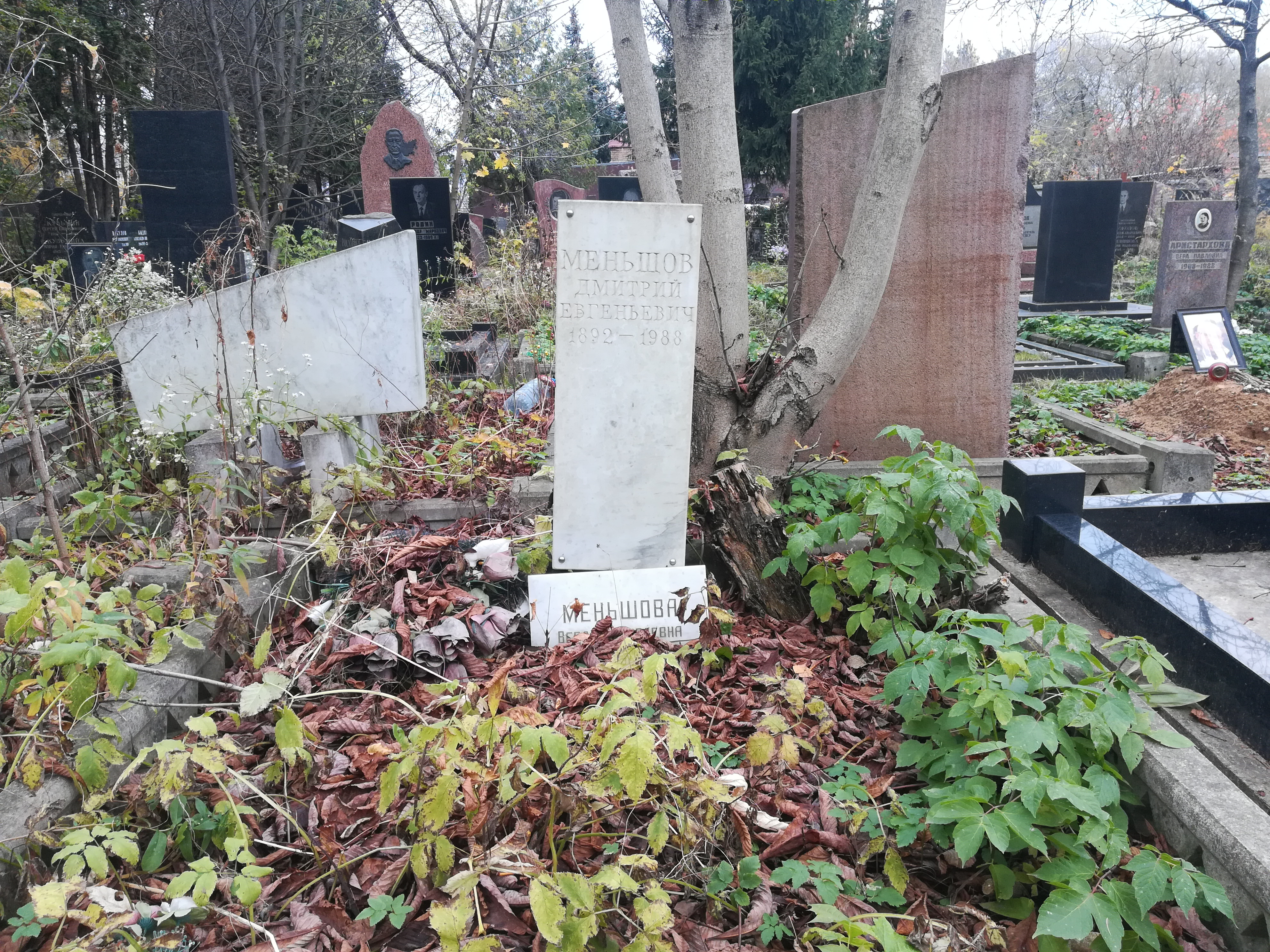
Могила Меньшова на Кунцевском кладбище

Скончался Д. Е. Меньшов 25 ноября 1988 года. Похоронен в Москве на Кунцевском кладбище. Образ Д. Е. Меньшова оставил яркий след в памяти его учеников и коллег.

### «Белый журавль»
Меньшов принадлежал к той уникальной и ценной породе учёных, которую Д. И. Блохинцев называл «белыми журавлями». Меньшов был далёк от повседневной жизни, будучи полностью погружён в математику, которая была смыслом его жизни. Поэтому кроме научного наследия, бесценного для учёных, он оставил в памяти коллег много историй, свидетельствующих о том, каким необычным человеком был этот выдающийся математик.
Вот какими вехами Меньшов, например, отмечал годы гражданской войны и революции: «В 1915 году мы занимались функциональными рядами, а в 1916 году — ортогональными рядами. А потом наступил 1917 год. Это очень памятный год в нашей жизни, тогда произошло важнейшее событие, повлиявшее на всю нашу дальнейшую жизнь: мы получили важные результаты в области тригонометрических рядов».
Во время войны один из его знакомых математиков посоветовал Меньшову: «Дмитрий Евгеньевич, идёт война, заботиться о вас некому. Вы бы женились, что ли!». Меньшов выслушал. Задумался. И ответил: «А когда война кончится, что я с женой буду делать?»
Однажды Меньшов прогуливался за городом. Глубоко погрузившись в свои мысли, он каким-то образом оказался в запретной зоне, его задержали и отвели в комендатуру. Меньшов не уделял большого внимания своей одежде. Был высокого роста, очень худой, с короткой, но всклокоченной бородой. Кроме того, у него была необычная, хрипловатая, отрывистая речь. В целом — персонаж подозрительный. В комендатуре состоялся следующий диалог:
- «Ты кто такой?»
- «Я — математик». Смех.
- «Может быть ты ещё профессор?»
- «Да, я профессор Московского университета». Громкий смех.
- «Может быть, ты ещё и академик?»
- «Нет, я член-корреспондент». Все рыдают от смеха.
- К счастью комендант позвонил в Университет.

## Научная деятельность
Основные исследования Д. Е. Меньшова относятся к теории тригонометрических рядов, теории ортогональных рядов, теории конформных отображений плоских областей и теории моногенных функций. В каждой из этих областей им получены сильные результаты. В общей сложности он опубликовал более 100 научных работ, подготовил более 35 кандидатов и докторов наук.
Летом 1920 года Д. Е. Меньшов установил достаточные условия сходимости ортогональных рядов, выраженные через их коэффициенты, и доказал, что данный результат улучшить нельзя. Работа его была, однако, опубликована лишь в 1923 году; за год же до этого аналогичные результаты (но без доказательства неулучшаемости) опубликовал Г. Радемахер. Теперь эти достаточные условия сходимости называют теоремой Меньшова — Радемахера.
Совместно с Н. К. Бари нашёл необходимое и достаточное условие для того, чтобы непрерывная функция {\displaystyle F(x)} была суперпозицией двух абсолютно непрерывных функций (см. их статьи 1925 и 1928 годов). Результаты своих работ по проблеме моногенности Меньшов доложил на международном математическом съезде в Болонье, на котором он присутствовал в составе советской делегации.
В 1936 году Д. Е. Меньшов опубликовал ряд полученных им результатов, относящихся к теории функций комплексного переменного. Среди них — известная теорема Лумана — Меньшова: если две функции {\displaystyle u} и {\displaystyle v} комплексного аргумента {\displaystyle z\,=\,x+{\rm {i}}y} непрерывны в некоторой области {\displaystyle G} и имеют в каждой точке данной области (за исключением, быть может, конечного или счётного множества точек) частные производные по {\displaystyle x} и {\displaystyle y,} причём почти всюду в {\displaystyle G} выполнены условия Коши — Римана, то комплексная функция {\displaystyle f(z)\,=\,u(z)+{\rm {i}}v(z)} голоморфна в области {\displaystyle G} (данную теорему сформулировал в 1923 году Х. Луман, но в менее общем виде, причём его доказательство содержало пробел). Другая теорема, доказанная Меньшовым: непрерывная в области {\displaystyle G} функция {\displaystyle f(z)} является голоморфной внутри данной области, если она асимптотически моногенна во всех точках области за исключением, быть может, конечного или счётного множества точек.
В 1940 году Д. Е. Меньшов дал исчерпывающий ответ на поставленный Н. Н. Лузиным вопрос о необходимых и достаточных условиях того, чтобы функция {\displaystyle f(x)} действительного переменного была суммой сходящегося к ней почти всюду тригонометрического ряда: для всякой измеримой функции, конечной почти всюду, существует тригонометрический ряд, который сходится к ней почти всюду (этот результат был опубликован в 1941 году). В 1941 году он доказал утверждение, ныне известное как теорема Меньшова: всякую измеримую периодическую функцию можно изменить на множестве сколь угодно малой меры так, чтобы получить непрерывную функции с рядом Фурье, равномерно сходящимся на всей числовой оси.
В 1951 году Д. Е. Меньшову была присуждена Сталинская премия II степени за 1950 год (100 000 рублей) — «за исследования в области теории тригонометрических рядов, завершённые работой „О сходимости по мере тригонометрических рядов“, опубликованной в 1950 году». В 1975 году Д. Е. Меньшов получил академическую премию имени П. Л. Чебышёва за работы по суммированию тригонометрических рядов.

## Награды и премии
Д. Е. Меньшов удостоен ряда государственных наград и премий:
- Орден Ленина (1951);
- Орден Октябрьской Революции (1975);
- Орден Трудового Красного Знамени (1972);
- Орден Дружбы народов (1982);
- Орден «Знак Почёта» (1961);
- Медаль «За оборону Москвы»;
- Сталинская премия (1951).

## Публикации
- Menchoff D. The relationship between the definitions of the Denjoy and Borel integrals // Матем. сб. — 1916. — Т. 30. — С. 288—295.
- Bary N., Menchoff D. Sur l’intégrale de Lebesgue-Stieltjes et les fonctions absolument continues de fonctions absolument continues // Annali di Matematica Pura ed Applicata, 1928, 5 (1). — P. 19—54. — doi:10.1007/BF02415416.
- Bary N., Menchoff D. Sur l’intégrale de Lebesgue-Stieltjes et les fonctions absolument continues de fonctions absolument continues // Comptes Rendus Acad. Sci., 1925, 182. — P. 1373—1376.
- Menchoff D. . Les conditions de monogénéité // Actualités Scientifiques et Industrielles, 1936, 329 (3). — P. 1—52.
- Меньшов Д. Е. Об асимптотической моногенности // Матем. сб. — 1936. — Т. 1 (43), вып. 2. — С. 189—210.
- Menchoff D. Sur la représentation des fonctions mesurables par des séries trigonométriques // Матем. сб. — 1941. — Т. 9 (51), вып. 3. — С. 667—692.
- Menchoff D. Sur la convergence uniforme des séries de Fourier // Матем. сб. — 1942. — Т. 11 (53), вып. 1—2. — С. 67—96.
- Меньшов Д. Е. О сходимости по мере тригонометрических рядов // Труды МИАН СССР. — 1950. — Т. 32. — С. 3—98.